# Huso huso
Lo storione ladano (Huso huso (Linnaeus, 1758)) noto anche come storione beluga o storione attilo, è il più grande tra tutti gli storioni, il più pregiato per quanto riguarda carne e caviale.

## Distribuzione e habitat
Il suo areale comprende il Mar Caspio e il Mar Nero con i principali fiumi che vi sfociano (in particolare il Volga, l'Ural e il Danubio a valle delle Porte di Ferro). La sua presenza nel Mar Adriatico e nel fiume Po è attestata fino agli anni settanta ma si considera attualmente estinto. Viene generalmente respinta l'indicazione di una possibile presenza dello storione ladano nei mari greci (Egeo e Ionio).
Nel 2018 ha preso avvio un progetto di reintroduzione nel Parco del Ticino, allo studio fin dal 2015. Le prime azioni sono state la schiusa di 10.000 uova in ambiente protetto e il successivo svezzamento dei pesciolini appena nati, la cui mortalità per cause varie è risultata elevatissima (99,5%). I sopravvissuti, rilasciati in libertà nei primi mesi del 2019, hanno dimostrato tuttavia buone capacità di adattamento; uno di loro è stato pescato nel Mare Adriatico, vicino a Marina di Ravenna, nel dicembre 2019.

## Conservazione
La presenza di dighe che impediscono la risalita, l'uccisione di femmine per l'estrazione delle uova (caviale) e i fenomeni di inquinamento minacciano seriamente questa specie.

## Alimentazione
Gli esemplari giovani predano soprattutto invertebrati: molluschi, vermi, insetti acquatici e le loro larve. Da adulto è esclusivamente ittiofago.

## Riproduzione
Questa specie è migratrice anadroma e risale i fiumi per deporre le uova in primavera e meno frequentemente in autunno. Il numero di uova per femmina può essere assai elevato, fino a 7,7 milioni. Ogni femmina produce una quantità di uova pari a circa il 10% del proprio peso. Il numero delle uova è di 30-35000 unità per kg.

## Descrizione
Questa specie è distinguibile dagli altri storioni per i seguenti caratteri:
- i barbigli raggiungono la bocca
- la bocca è più grande
- il muso è all'insù
- gli scudi ossei sui fianchi sul dorso sono più piccoli
- le dimensioni massime sono molto maggiori, da 5,3 a 7,5 m nei maschi, le femmine sono il 20% in più ossia 9 m. Può raggiungere un peso massimo di 1500 kg.